# Tandvårds- och läkemedelsförmånsverket
Tandvårds- och läkemedelsförmånsverket (TLV) är en svensk statlig myndighet som inrättades 2002, och som finns på Fleminggatan i Stockholm. TLV har till uppgift att pröva vilka läkemedel, vårdrelaterade förbrukningsartiklar och tandvårdsbehandlingar som ska få statliga subventioner. De ansvarar också för apotekens handelsmarginal och regler för utbyte av läkemedel samt bedriver tillsyn. Att en statlig myndighet beslutar om vilka läkemedel och förbrukningsartiklar som ska subventioneras beror bland annat på en målsättning att läkemedelsförmånerna ska vara lika i hela Sverige. Det är regeringen, via socialdepartementet, som beslutar vilken verksamhet TLV ska bedriva.
TLV:s Generaldirektör är Agneta Karlsson.

## Beslut om läkemedelssubventioner
Läkemedelsföretagen ansöker om att deras produkter ska bli subventionerade och ingå i högkostnadsskyddet, vilket TLV sedan beslutar om. TLV granskar även de läkemedel som redan ingår i högkostnadsskyddet för att se om de ska vara kvar eller inte. TLV utgår från lagen om läkemedelsförmåner och tar hänsyn till tre grundläggande principer:
- Människovärdesprincipen - vården ska respektera alla människors lika värde.
- Behovs- och solidaritetsprincipen - de som har de största medicinska behoven ska ha mer av vårdens resurser än andra patientgrupper.
- Kostnadseffektivitetsprincipen - kostnaderna för att använda ett läkemedel ska vara rimliga från medicinska, humanitära och samhällsekonomiska synpunkter.

## Referenspriser och högkostnadsskydd för tandvård
TLV beslutar om högkostnadsskyddet för tandvård och ansvarar för vilka regler som ska gälla för det statliga tandvårdsstödet. Det innebär att besluta om vad som ska subventioneras och vilka referenspriser som ska gälla för olika tandvårdsåtgärder. Referenspriserna är till för att räkna ut vilken subvention patienten ska få för olika åtgärder.

## Reglering av apoteksmarknaden
TLV ansvarar för reglerna för hur apoteken byter dyrare läkemedel till de med samma verksamma innehåll men med lägst pris; det generiska utbytet. Utbytet leder till priskonkurrens på läkemedel som frigör mångmiljardbelopp varje år. TLV beslutar även om nivån på den ersättning som apoteken får för att hantera det receptbelagda sortimentet, apotekens handelsmarginal. 

## Verksamhetsstyrning
TLV utgår från lagen om läkemedelsförmåner när det gäller frågan om ett läkemedel eller en förbrukningsartikel ska ingå i högkostnadsskyddet. När det gäller tandvårdsbehandlingar utgår TLV från lagen om statligt tandvårdsstöd.
TLV:s egna föreskrifter TLVFS är komplement till de lagar och förordningar som styr verksamheten.

## Samarbete
TLV samarbetar med expertis inom medicin, tandvård och ekonomi, med landsting och med andra myndigheter på området. Dessutom finns ett utbrett samarbete med olika patientorganisationer och berörda branschorganisationer.

## Generaldirektörer
- 2002–2009: Ann-Christin Tauberman
- 2009–2012: Gunilla Hulth-Backlund
- 2013–2019: Sofia Wallström
- 2019–: Agneta Karlsson